# Kanton Gravona-Prunelli
Gravona-Prunelli is een kanton van het Franse departement Corse-du-Sud. Het kanton maakt deel uit van het arrondissement Ajaccio. In 2021 telde het 16.932 inwoners.

Het kanton werd gevormd ingevolge het decreet van 24 februari 2014 , met uitwerking op 22 maart 2015, met Afa als hoofdplaats.

## Gemeenten
Het kanton omvat volgende gemeenten:
- Afa
- Appietto
- Bastelica
- Bocognano
- Carbuccia
- Cuttoli-Corticchiato
- Ocana
- Peri
- Sarrola-Carcopino
- Tavaco
- Tavera
- Tolla
- Ucciani
- Valle-di-Mezzana
- Vero